# Museu de Santo António
O Museu de Lisboa - Santo António é um museu na cidade de Lisboa, em Portugal, dedicado a Santo António, constituindo um dos cinco núcleos do Museu de Lisboa.
Inaugurado nos anos 60 do século XX, e originalmente com nome "Museu Antoniano", pretende retratar as várias formas artísticas que assumiu a devoção dos lisboetas a Santo António, o santo mais popular da capital portuguesa, que se crê ter nascido numa casa na área onde agora se encontra o museu. 
Localizado junto à Igreja de Santo António de Lisboa, próximo da Sé de Lisboa, reúne, para além das coleções de cerâmica, pintura, escultura, artesanato e objetos litúrgicos, uma importante bibliografia, que evoca o culto de Santo António nas variadas formas, essencialmente as de carácter mais popular e urbana que o povo lhe dedica. 
Sendo um dos núcleos do Museu de Lisboa, reabriu portas em 2014 após dois anos de obras de renovação e alargamento do seu espaço e adquiriu a denominação formal de "Museu de Lisboa - Santo António". É constituído por três salas dedicadas à vida e culto de Santo António de Lisboa (ou Pádua), com várias representações da figura – escultura, gravura, pintura e cerâmica), alfaias litúrgicas, livros, vestuário e diversos objetos relacionados com a vida de Santo António. Entre o espólio de azulejaria podemos destacar o conhecido painel de "Santo António pregando aos peixes", de meados do século XVII, polícromo de uma das suas passagens mais conhecidas. Paralelamente, apresenta uma componente de multimédia que explica as tradições, festas, o culto e os milagres de um dos mais importantes santos de Portugal.